# Список дипломатических миссий Маршалловых Островов

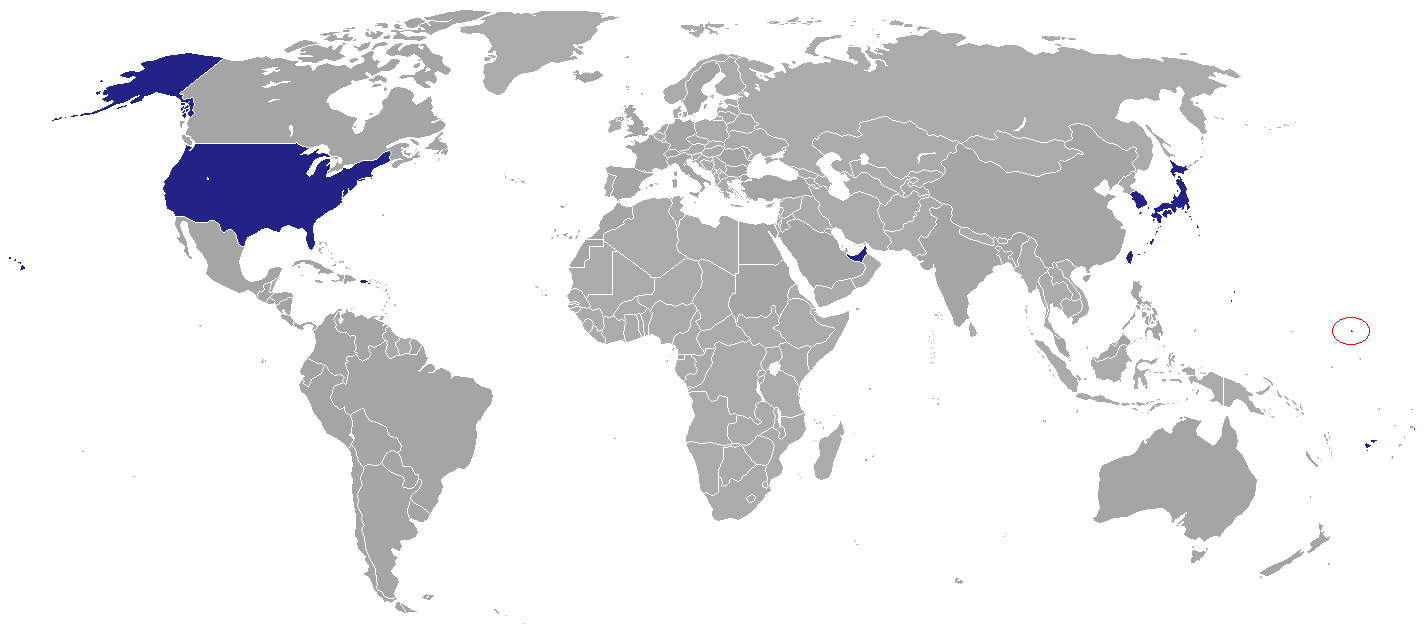

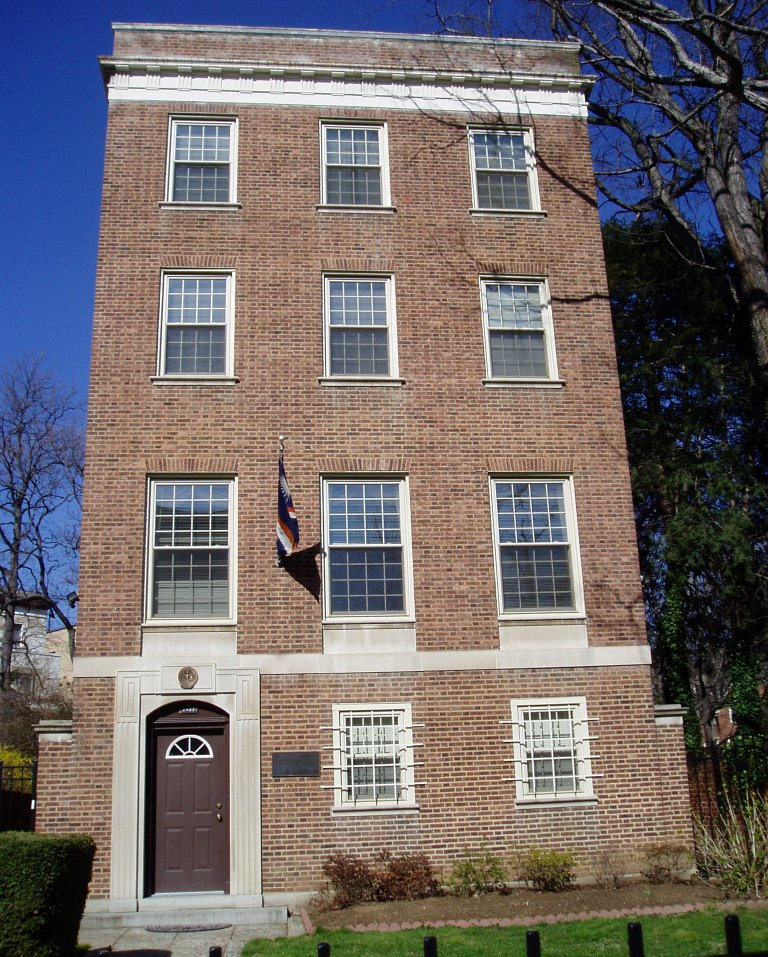
Посольство Маршалловых Островов в Вашингтоне

Список дипломатических миссий Маршалловых Островов — перечень дипломатических миссий (посольств) и представительств Маршалловых Островов в странах мира.

## Азия
- Китайская Республика
  - Тайбэй (посольство)
- Филиппины
  - Манила (посольство)
- Япония
  - Токио (посольство)

## Америка
- США
  - Вашингтон (посольство)
  - Гонолулу (консульство)

## Океания
- Фиджи
  - Сува (посольство)

## Международные организации
- Нью-Йорк (постоянное представительство при ООН)